# Zwartnoc-AAL Erywań
Zwartnoc-AAL Erywań (orm. „Զվարթնոց-ԱԱԼ“ Ֆուտբոլային Ակումբը Երեւան, "Zwartnoc-AAL" Futbolajin Akumby Jerewan) – ormiański klub piłkarski z siedzibą w stolicy kraju, Erywaniu.

## Historia
Chronologia nazw:
- 1997–1999: Zwartnoc Erywań (orm. «Զվարթնոց» Երեւան)
- 1999–2003: Zwartnoc-AAL Erywań (orm. «Զվարթնոց-ԱԱԼ» Երեւան)

Klub Piłkarski Zwartnoc Erywań został założony na początku 1997 roku i startował w 2 lidze (Aradżin chumb). W 1998 zajął pierwsze miejsce i zdobył awans do Bardsragujn chumb. W trakcie sezonu pozyskał sponsora - AAL i zmienił nazwę na Zwartnoc-AAL Erywań. W 2003 przed rozpoczęciem rozgrywek w Bardsragujn chumb z przyczyn finansowych zrezygnował z dalszych występów i został rozformowany.

## Sukcesy
- Mistrzostwo Armenii: wicemistrz (2001)
- Puchar Armenii: finalista (2000, 2002)

## Europejskie puchary
Legenda do wszystkich tabel:
- Q – runda eliminacyjna, 1/16, 1/8, 1/4, 1/2 – odpowiednia faza rozgrywek, Grupa – runda grupowa, 1r gr – pierwsza runda grupowa, 2r gr – druga runda grupowa, F – finał, R – runda, PO – play-off
- k. – rzuty karne, los. – losowanie, Dogr. – dogrywka, w. – zasada bramek strzelonych na wyjeździe

| Sezon   | Rozgrywki   | Runda | Klub        | Dom | Wyjazd | Ogólnie |
| ------- | ----------- | ----- | ----------- | --- | ------ | ------- |
| 2002/03 | Puchar UEFA | Q     | NK Primorje | 2–0 | 1–6    | 3–6     |